# Champions Hockey League
Die Champions Hockey League (kurz CHL, auch: Eishockey-Champions-League) ist der höchste Europapokal-Wettbewerb für Eishockeymannschaften. Er wird seit 2014 ausgetragen.

## Vorgeschichte
Nach der Einstellung der European Hockey League, dem Nachfolgewettbewerb des Eishockey-Europapokals, im Jahre 2000 gab es erst ab 2005 wieder einen hochwertigen Europapokalwettbewerb, der jedoch nur in einem Wochenendturnier unter dem Namen IIHF European Champions Cup ausgetragen wurde. Im April 2007 gab der Weltverband IIHF bekannt, einen neuen Wettbewerb namens Champions Hockey League (CHL) einzuführen. In der CHL wurden für Eishockeyverhältnisse hohe Prämien ausgeschrieben, die die Attraktivität des Wettbewerbs für die Teilnehmer sicherstellen sollten. Die Prämien wurden durch Sponsoren gedeckt, unter anderem durch die russische Gazprom.
Sieger der ersten und einzigen Austragung wurden die ZSC Lions aus Zürich. Die Saison 2009/10 wurde wegen der anhaltenden Finanzkrise und fehlender Sponsoren im Sommer 2009 abgesagt. Spätere Pläne der IIHF zum erneuten Start der CHL zerschlugen sich.
Als Alternative veranstalteten einige der europäischen Topclubs ab 2010 selbständig die European Trophy. Dieser Wettbewerb entstand aus der auf Skandinavien beschränkten Nordic Trophy sowie dem Red Bulls Salute. Schließlich einigten sich die IIHF, Clubs und die Ligen der Hockey Europe im Herbst 2013 auf einen neuen Europapokalwettbewerb, der wieder den Namen Champions Hockey League trägt.

## Spielmodus
Jede Spielzeit beginnt mit einer Gruppenphase, die in der Regel vor den nationalen Spielzeiten beginnt und im Oktober endet. Es schließt sich eine K.O.-Phase an, die mit dem Finale im Februar oder Anfang März abschließt.

### Gruppenphase
In der ersten Saison 2014/15 wurden die 44 Mannschaften in elf Gruppen mit je vier Mannschaften eingeteilt. In der Gruppe spielte jeder gegen jeden in Hin- und Rückspiel. Neben den Gruppensiegern qualifizierten sich die besten fünf Zweiten fürs Achtelfinale. Von 2015 bis 2017 wurden die teilnehmenden 48 Clubs in 16 Gruppen à drei Mannschaften eingeteilt. Die beiden Ersten jeder Gruppe qualifizierten sich für das Sechzehntelfinale. Von 2017/18 spielten die 32 Mannschaften in acht Gruppen mit je vier Mannschaften. Die besten zwei Mannschaften jeder Gruppe qualifizierten sich für das Achtelfinale.
Seit der Saison 2023/24 spielen die 24 Teilnehmer in einer Gruppe. Dabei spielt jede Mannschaft gegen drei Mannschaften zu Hause und gegen drei andere Mannschaften auswärts. Die 16 Besten der Tabelle qualifizieren sich für das Achtelfinale.

### K.O.-Phase
Für die erste Runde der K.O-Phase wurden bis 2023 jeweils ein Gruppenerster einem Gruppenzweiten zugelost (2014/15 die besten acht Gruppenersten den restlichen Mannschaften). Mit der Auslosung wurde der potentielle Weg bis ins Finale festgelegt. Seit 2023 werden die ersten 16 der Tabelle nach ihrem Rang platziert.
Die Achtel-, Viertel- und Halbfinals werden in einer Heim- und Auswärts-Serie gespielt und durch das Gesamtergebnis des ersten und zweiten Spiels entschieden. Verlängerung und Penaltyschießen gibt es nur, wenn das Gesamtergebnis nach dem Rückspiel unentschieden steht. Die Verlängerung dauert 10 Minuten und wird drei gegen drei gespielt. Das Team, welches das erste Tor erzielt, ist der Gewinner der Serie. Sollte kein Tor fallen, gibt es ein Penaltyschießen (je fünf Schützen), welches entscheidet, wer in die nächste Runde einzieht.
Das Finale wird in einem Spiel ausgetragen. Dabei hat die Mannschaft mit der besseren Bilanz der bisherigen Spiele Heimrecht.

## Teilnehmer
| Logo | Liga              | Land                                     | Teilnehmer | Teilnehmer | Teilnehmer | Teilnehmer | Teilnehmer |
| Logo | Liga              | Land                                     | 2014–16    | 2017–18    | 2019       | 2020–22    | ab 2023    |
| ---- | ----------------- | ---------------------------------------- | ---------- | ---------- | ---------- | ---------- | ---------- |
|      | DEL               | Deutschland                              | 6          | 3          | 3          | 4          | 3          |
|      | Liiga             | Finnland                                 | 8          | 5          | 4          | 4          | 3          |
|      | ICE Hockey League | Österreich mit ausländischen Teilnehmern | 4          | 3          | 3          | 3          | 3          |
|      | SHL               | Schweden                                 | 8          | 5          | 5          | 5          | 3          |
|      | National League   | Schweiz                                  | 6          | 4          | 5          | 5          | 3          |
|      | Extraliga         | Tschechien                               | 6          | 4          | 4          | 3          | 3          |

Für die CHL qualifiziert man sich über die Platzierung in der nationalen Liga. Dabei sind für die sechs Aktionärsligen (ehemals Gründungsligen) ab 2023 18 Plätze reserviert, für Mannschaften aus anderen Ligen fünf Wild-Card-Plätze. Dazu kommt der Titelverteidiger.
In der Saison 2014/15 starteten 44 Mannschaften. Von 2015 bis 2017 konnten sich 48 Mannschaften qualifizieren. Ab 2017 wurde der Wettbewerb auf 32 Mannschaften reduziert. Ab 2023 erfolgt eine weitere Reduktion auf 24 Teilnehmer.

### Aktionärsligen
Die CHL wurde von den sechs besten Eishockeyligen Europas, gegründet (sogenannte Gründungsligen). Für diese waren von 2014/15 bis 2016/17 38 der 44 bzw. 48 Plätze reserviert. Davon waren 26 für die Gründungsclubs reserviert, welche die CHL gegründet hatten. Dazu kamen je zwei weitere Teams aus den Gründungsligen über sportliche Qualifikation, darunter fiel auch der Titelverteidiger.
Von 2017 bis 2022 wurden die Zahl der Teilnehmer aus den Gründungsligen auf 24 von 32 Mannschaften reduziert. Die drei bis fünf Plätze je Liga wurden nach einem Ligenranking auf die sechs Gründungsligen verteilt.
Ab 2023 entfallen auf jede der Aktionärsligen drei Startplätze. Der Titelverteidiger fällt nicht darunter, so dass dessen Liga vier Teilnehmer stellen kann.

#### Qualifikation
Für die sportliche Qualifikation wird folgende Reihenfolge pro Liga angewandt:
- Titelverteidiger der CHL (bis 2022)
- Meister der Liga
- Weitere Mannschaften nach Platzierung der Hauptrunde

Die Ligen können davon abweichen; so wurden zum Beispiel in der Erste Bank Eishockey Liga aufgrund der geteilten Hauptrunde die Startplätze an den Meister, den Sieger der Vorrunde und den Sieger der Zwischenrunde (Pick Round) vergeben.

#### Gründungsclubs
Die 26 Gründungsclubs, die aus den sechs Gründungsligen kamen, waren bis einschließlich 2016/17 automatisch qualifiziert, sofern sie einer der Ligen angehörten (Djurgårdens IF Stockholm stieg erst 2014 in die SHL auf):
| Liiga | SHL | DEL                                                                             | NL                                                          | Extraliga                                                                          | EBEL                                              |
| --- | --- | ------------------------------------------------------------------------------- | ----------------------------------------------------------- | ---------------------------------------------------------------------------------- | ------------------------------------------------- |
| 6 Teams: - Oulun Kärpät - Helsingfors IFK Helsinki - JYP Jyväskylä - Kalevan Pallo - Tappara - TPS Turku | 6 Teams: - Djurgårdens IF Stockholm - Färjestad BK Karlstadt - Frölunda HC Göteborg - HV71 Jönköping - Linköpings HC - Luleå HF | 4 Teams: - ERC Ingolstadt - Adler Mannheim - Eisbären Berlin - Krefeld Pinguine | 4 Teams: - ZSC Lions - EV Zug - Fribourg-Gottéron - SC Bern | 4 Teams: - Bílí Tygři Liberec - HC Pardubice - HC Sparta Prag - HC Vítkovice Steel | 2 Teams: - EC Red Bull Salzburg - Vienna Capitals |

### Wildcards/Challenger-Ligen
| Challenger Leagues - GET-ligaen (Norwegen) - Metal Ligaen (Dänemark) - Ligue Magnus (Frankreich) - Extraliga (Slowakei) - Elite Ice Hockey League (Großbritannien) - Extraliga (Belarus) (2016–2021) - Polska Hokej Liga (Polen) (seit 2016) |

Die restliche Plätze werden an die Anfangs fünf, später sieben sogenannten Challenger-Ligen sowie den Sieger des IIHF Continental Cups über sogenannte Wildcards vergeben. Aus den nationalen Ligen qualifiziert sich in der Regel der nationale Meister.

### Teilnehmer pro Land pro Saison
| Saison  | Schweden | Finnland | Tschechien | Schweiz | Deutschland | Osterreich | Slowakei | Belarus | Norwegen | Vereinigtes Konigreich | Danemark | Frankreich | Polen | Italien | Ukraine | Ungarn | Slowenien | Gesamt |
| ------- | -------- | -------- | ---------- | ------- | ----------- | ---------- | -------- | ------- | -------- | ---------------------- | -------- | ---------- | ----- | ------- | ------- | ------ | --------- | ------ |
| 2014/15 | 8        | 8        | 6          | 6       | 6           | 3          | 1        | –       | 2 C      | 1                      | 1        | 1          | –     | 1 A     | –       | –      | –         | 44     |
| 2015/16 | 8        | 8        | 6          | 6       | 6           | 4          | 2        | 1 C     | 2        | 2                      | 1        | 2          | –     | –       | –       | –      | –         | 48     |
| 2016/17 | 8        | 8        | 7 A        | 6       | 6           | 3          | 2        | 1       | 2        | 1                      | 1        | 2 C        | 1     | –       | –       | –      | –         | 48     |
| 2017/18 | 5        | 5        | 4          | 4       | 3           | 3          | 1        | 1       | 1        | 2 C                    | 1        | 1          | 1     | –       | –       | –      | –         | 32     |
| 2018/19 | 5        | 5        | 4          | 4       | 3           | 2          | 1        | 2 C     | 1        | 1                      | 1        | 1          | 1     | 1 A     | –       | –      | –         | 32     |
| 2019/20 | 5        | 4        | 4          | 5       | 3           | 3          | 1        | 1       | 1        | 2 C                    | 1        | 1          | 1     | –       | –       | –      | –         | 32     |
| 2020/21 | 5        | 4        | 3          | 5       | 4           | 2          | –        | 2       | 1        | 1                      | 2 C      | 1          | 1     | 1 A     | –       | –      | –         | 32     |
| 2021/22 | 5        | 4        | 3          | 5       | 4           | 2          | 1        | –       | 1        | 1                      | 2 C      | 1          | 1     | 1 A     | 1       | –      | –         | 32     |
| 2022/23 | 5        | 4        | 3          | 5       | 4           | 2          | 1        | –       | 1        | 1                      | 1        | 1          | 2 C   | –       | –       | 1 A    | 1         | 32     |
| 2023/24 | 3        | 4        | 3          | 3       | 3           | 2          | 1        | –       | 1        | 1                      | 1        | 1          | –     | 1 A     | –       | –      | –         | 24     |
| 2024/25 | 3        | 3        | 3          | 4       | 3           | 2          | -        | -       | 1        | 1                      | 1        | 1          | 1     | -       | -       | 1      | -         | 24     |

In der Liste der Teilnehmer an der Champions Hockey League sind detailliert die Mannschaften nach Ländern und Saison aufgelistet.

## Sieger

### Siegerliste
| Saison  | Finale                     | Finale               | Finale    | Finale                    | Halbfinalisten 1     | Halbfinalisten 1         |
| Saison  | Spielort                   | Sieger               | Erg.      | Finalist                  | Halbfinalisten 1     | Halbfinalisten 1         |
| ------- | -------------------------- | -------------------- | --------- | ------------------------- | -------------------- | ------------------------ |
| 2014/15 | Luleå, Schweden            | Luleå HF             | 4:2       | Frölunda HC Göteborg      | Skellefteå AIK       | Oulun Kärpät             |
| 2015/16 | Oulu, Finnland             | Frölunda HC Göteborg | 2:1       | Oulun Kärpät              | HC Davos             | Rauman Lukko             |
| 2016/17 | Göteborg, Schweden         | Frölunda HC Göteborg | 4:3 n. V. | Sparta Prag               | Fribourg-Gottéron    | Växjö Lakers             |
| 2017/18 | Växjö, Schweden            | JYP Jyväskylä        | 2:0       | Växjö Lakers              | HC Oceláři Třinec    | Bílí Tygři Liberec       |
| 2018/19 | Göteborg, Schweden         | Frölunda HC Göteborg | 3:1       | EHC Red Bull München      | HC Plzeň 1929        | EC Red Bull Salzburg     |
| 2019/20 | Hradec Králové, Tschechien | Frölunda HC Göteborg | 3:1       | Mountfield Hradec Králové | Luleå HF             | Djurgårdens IF Stockholm |
| 2021/22 | Ängelholm, Schweden        | Rögle BK             | 2:1       | Tappara Tampere           | Frölunda HC Göteborg | EHC Red Bull München     |
| 2022/23 | Luleå, Schweden            | Tappara Tampere      | 3:2       | Luleå HF                  | EV Zug               | Frölunda HC Göteborg     |
| 2023/24 | Genf, Schweiz              | Genève-Servette HC   | 3:2       | Skellefteå AIK            | HC Vítkovice         | Rauman Lukko             |
| 2024/25 | Zürich, Schweiz            | ZSC Lions            | 2:1       | Färjestad BK              | Genève-Servette HC   | Sparta Prag              |

### Ranglisten
Stand 2024/25
| Rang | Mannschaft                | Titel | 2. Platz | Halbfinalist |
| ---- | ------------------------- | ----- | -------- | ------------ |
| 1    | Frölunda HC Göteborg      | 4     | 1        | 2            |
| 2    | Luleå HF                  | 1     | 1        | 1            |
| 3    | Tappara                   | 1     | 1        |              |
| 4    | Genève-Servette HC        | 1     |          | 1            |
| 5    | JYP Jyväskylä             | 1     |          |              |
|      | Rögle BK                  | 1     |          |              |
|      | ZSC Lions                 | 1     |          |              |
| 8    | Oulun Kärpät              |       | 1        | 1            |
|      | Växjö Lakers              |       | 1        | 1            |
|      | EHC Red Bull München      |       | 1        | 1            |
|      | Skellefteå AIK            |       | 1        | 1            |
|      | Sparta Prag               |       | 1        | 1            |
| 13   | Mountfield Hradec Králové |       | 1        |              |
|      | Färjestad BK              |       | 1        |              |
| 15   | Rauman Lukko              |       |          | 2            |
| 16   | HC Davos                  |       |          | 1            |
|      | Fribourg-Gottéron         |       |          | 1            |
|      | HC Oceláři Třinec         |       |          | 1            |
|      | Bílí Tygři Liberec        |       |          | 1            |
|      | HC Plzeň 1929             |       |          | 1            |
|      | EC Red Bull Salzburg      |       |          | 1            |
|      | Djurgårdens IF Stockholm  |       |          | 1            |
|      | EV Zug                    |       |          | 1            |
|      | HC Vítkovice              |       |          | 1            |

| Rang | Liga                    | Titel | 2. Platz | Halbfinalist |
| ---- | ----------------------- | ----- | -------- | ------------ |
| 1    | Svenska Hockeyligan     | 6     | 5        | 6            |
| 2    | Liiga                   | 2     | 2        | 3            |
| 3    | National League         | 2     |          | 4            |
| 4    | Extraliga               |       | 2        | 5            |
| 5    | Deutsche Eishockey Liga |       | 1        | 1            |
| 6    | ICE Hockey League       |       |          | 1            |

## Erfolgreiche Spieler
Alle Statistiken sind auf dem Stand nach der Saison 2021/22.
| Top-Scorer       | Top-Scorer | Top-Scorer | Top-Scorer | Top-Scorer |
| ---------------- | ---------- | ---------- | ---------- | ---------- |
| Spieler          | Spiele     | Tore       | Assists    | Punkte     |
| Ryan Lasch       | 72         | 33         | 76         | 109        |
| Joel Lundqvist   | 77         | 26         | 36         | 62         |
| Patrik Carlsson  | 67         | 24         | 23         | 47         |
| Kristian Kuusela | 53         | 11         | 36         | 47         |
| Lino Martschini  | 45         | 21         | 24         | 45         |

| Top-Torschützen | Top-Torschützen | Top-Torschützen | Top-Torschützen | Top-Torschützen |
| --------------- | --------------- | --------------- | --------------- | --------------- |
| Spieler         | Spiele          | Tore            | Assists         | Punkte          |
| Ryan Lasch      | 72              | 33              | 76              | 109             |
| Joel Lundqvist  | 77              | 26              | 36              | 62              |
| Patrik Carlsson | 67              | 24              | 23              | 47              |
| Lino Martschini | 45              | 21              | 24              | 45              |
| Milan Gulaš     | 34              | 21              | 14              | 35              |

| Top-Vorlagengeber   | Top-Vorlagengeber | Top-Vorlagengeber | Top-Vorlagengeber | Top-Vorlagengeber |
| ------------------- | ----------------- | ----------------- | ----------------- | ----------------- |
| Spieler             | Spiele            | Tore              | Assists           | Punkte            |
| Ryan Lasch          | 72                | 33                | 76                | 109               |
| Joel Lundqvist      | 77                | 26                | 36                | 62                |
| Kristian Kuusela    | 53                | 11                | 36                | 47                |
| Jan-Mikael Järvinen | 47                | 6                 | 32                | 38                |
| Mark Arcobello      | 40                | 9                 | 29                | 38                |

| Rekordspieler      | Rekordspieler | Rekordspieler | Rekordspieler | Rekordspieler |
| ------------------ | ------------- | ------------- | ------------- | ------------- |
| Spieler            | Spiele        | Tore          | Assists       | Punkte        |
| Joel Lundqvist     | 77            | 26            | 36            | 62            |
| Ryan Lasch         | 72            | 33            | 76            | 109           |
| Mats Rosseli Olsen | 72            | 15            | 19            | 34            |
| Nicklas Lasu       | 69            | 17            | 21            | 38            |
| Patrik Carlsson    | 67            | 24            | 23            | 47            |

| Spieler         | Strafminuten |
| Martin Ševc     | 125          |
| Micke-Max Åsten | 98           |
| Daniel Welser   | 96           |
| Jiří Polanský   | 88           |
| Philippe Dupuis | 88           |

## Organisation
Die CHL wird durch die Champions Hockey League (CHL) AG ausgetragen und ist vom internationalen Weltverband IIHF sanktioniert. An der CHL halten die 26 Clubs mit A-Lizenz 63 % der Anteile, die sechs beteiligten Ligen halten 25 % und die IIHF 12 %. Die Clubs beteiligten sich mit jeweils 80.000 Euro an der Gesellschaft.
Im Oktober 2019 haben die Augsburger Panther die Anteile der Krefeld Pinguine übernommen.

## Zuschauerentwicklung
Bedingt durch die Reduktion der Gruppengröße von 4 auf 3 Teams kam es ab der Saison 2015/16 zu 96 Gruppenspielen, während in der Saison 14/15 noch 132 Spiele in dieser Phase ausgetragen wurden. In den Saisonen 15/16 sowie 16/17 war die erste KO-Runde daher ein 1/16 Finale.

In der Saison 17/18 wurde das Starterfeld von 48 auf 32 Mannschaften – die sich nach rein sportlichen Kriterien qualifiziert haben – reduziert. In der Gruppenphase gibt es nun wieder 4er Gruppen mit gesamt 96 Spielen.
Die Saison 2021/22 war durch Einschränkungen aufgrund der Corona-Pandemie gekennzeichnet. 2 Spiele wurden komplett abgesagt, 3 Spiele nahezu ohne Zuschauer ausgetragen.
Datenstand: 26. Feber 2022
| Bewerb         | 2021/22 | 2019/20 | 2018/19 | 2017/18 | 2016/17 | 2015/16 | 2014/15 |
| -------------- | ------- | ------- | ------- | ------- | ------- | ------- | ------- |
| Spiele Gesamt  | 123     | 125     | 125     | 125     | 157     | 157     | 161     |
| Zuschauer      |         |         |         |         |         |         |         |
| Gesamt         | 247.281 | 429.896 | 425.282 | 422.354 | 510.005 | 513.758 | 489.772 |
| Grunddurchgang | 184.838 | 326.342 | 307.180 | 299.588 | 292.654 | 325.142 | 391.860 |
| 1/16 Finale    |         |         |         |         | 094.265 | 089.187 |         |
| 1/8 Finale     | 36.309  | 060.041 | 065.010 | 064.835 | 059.453 | 051.843 | 049.655 |
| 1/4 Finale     | 17.921  | 027.100 | 023.426 | 034.058 | 037.040 | 026.223 | 024.661 |
| 1/2 Finale     | 3.263   | 016.413 | 017.622 | 018.123 | 020.549 | 015.163 | 017.296 |
| Finale         | 4.950   | 006.890 | 012.044 | 005.750 | 006.044 | 006.200 | 006.300 |
| Durchschnitt   |         |         |         |         |         |         |         |
| Gesamt         | 2.010   | 003.494 | 003.402 | 003.379 | 003.248 | 003.272 | 003.042 |
| Grunddurchgang | 1.925   | 003.399 | 003.200 | 003.121 | 003.048 | 003.387 | 002.969 |
| 1/16 Finale    |         |         |         |         | 002.946 | 002.787 |         |
| 1/8 Finale     | 2.421   | 003.753 | 004.063 | 004.052 | 003.716 | 003.240 | 003.103 |
| 1/4 Finale     | 2.240   | 003.388 | 002.928 | 004.257 | 004.630 | 003.278 | 003.083 |
| 1/2 Finale     | 1.088   | 004.103 | 004.406 | 004.531 | 005.137 | 003.791 | 004.324 |
| Finale         | 4.950   | 006.890 | 012.044 | 005.750 | 006.044 | 006.200 | 006.300 |